# Miltidea
Miltidea är ett släkte av lavar. Miltidea ingår i familjen Miltideaceae, ordningen Lecanorales, klassen Lecanoromycetes, divisionen sporsäcksvampar och riket svampar.
| Miltidea | \| \| Miltidea ceroplasta \| \| \| \| |
|          | \| \| Miltidea ceroplasta \| \| \| \| |
|          | Miltidea ceroplasta                   |
|          |                                       |

|  | Miltidea ceroplasta |
|  |                     |